# 大里ヨシユキと安全+第一
大里ヨシユキと安全╋第一（おおさとよしゆきとあんぜんだいいち）は、2003年に結成された日本のお笑いロックバンドである。代表曲として「YUME」「温泉ピンポン」等が挙げられる。

## 来歴
2003年、淺野勝盛、一番星哲也、アキレスKENの3人（シグナルズ）はミュージシャンだけでは生活がままならず、六本木のバーでアルバイトをしていた。淺野勝盛の誘いで、小学校からの友人大里ヨシユキと、大里の後輩貝柱なみ、フランケン吉田が飲みにくるようになる。その後、大里ヨシユキと貝柱なみがひょんな事から麻布十番でバーを営む事となり、「せっかくだから開店祝いにバンドでもやるか!!」との軽い会話から『安全╋第一』（後に、大里ヨシユキと安全╋第一に改名）を結成する事となった。
因みに大里ヨシユキと淺野勝盛は小・中学と同じであり、そして一番星哲也とアキレスKENは京都出身で高校が同じで伝説のコミックロックバンド「ノイズファクトリー」のメンバーである。大里ヨシユキと安全╋第一の全楽曲の作詞・作曲・編曲、ライブ構成・演出、ネタ構成等は、リーダーである一番星哲也が行っている。
最初のライブはワンマンで、六本木「日拓ビル」のクラブで300人近くを動員。ライブでは芸能界に人脈が多い大里ヨシユキと淺野勝盛が著名人を呼び、ステージに上がってもらうことがある。これまでにライブに登場した著名人は、堀江貴文、渡部絵美、アントキの猪木、大至伸行、田中真弓、ノブ&フッキー、山本淳一、おにぎり、等。
2006年、堀江貴文が、ライブに飛び入りしたことがキッカケで、堀江貴文・大里ヨシユキ・貝柱なみの3人で「ソテーガイ」というユニットを結成しデビューすることを計画・実行するものの、堀江の逮捕によりその計画はお蔵入りとなる。
2007年頃からはるな愛、ほっしゃん。が「温泉ピンポン」をテレビで紹介し始め、吉本興業の番組「ヨシモト∞」に大里ヨシユキと貝柱なみがテレビ初出演。その後も色々な番組で「温泉ピンポン」が紹介された。
2009年10月21日、メンバーのうち一番星哲也・大里ヨシユキ・貝柱なみの3人が、「一番星哲也と風呂上がりボーイズ」としてe-SUM RECORDS（ユニバーサルミュージック傘下）より「温泉ピンポン」で配信デビューしている。
2010年6月、作詞家「松本一起チャリティー企画 'いのちを笑わそう' 作詞 松本一起、作・編曲淺野勝盛」にフロントメンバーとシグナルズがコーラスとして参加。
2015年2月、バンド名を「大里ヨシユキ and 提灯☆行列」と改名し、再スタート。

## メンバー

### ◎大里ヨシユキと安全╋第一（2003～2012）
大里ヨシユキ
ボーカル
貝柱なみ
ダンス&ボーカル
奥飛騨さおり
ダンス&コーラス
上月ゆうか
ダンス&ドクター
フランケン吉田
ダンス&ダンス
一番星哲也
ベース、リーダー
KATSUMORI（淺野勝盛）
ギター
アキレスKEN
パーカッション
ゴッホ関（関慶和）
ドラム
板倉ベルボトム（板倉真一）
キーボード

### ◎大里ヨシユキ and 提灯☆行列（2015～）
大里ヨシユキ
ボーカル
一番星哲也
ベース、リーダー
淺野勝盛
ギター
アキレスKEN
パーカッション
ゴッホ関（関慶和）
ドラム
板倉ベルボトム（板倉真一）
キーボード
濃井あさき［MANGE-KYO］
ダンス
薄井まみ［MANGE-KYO］
ダンス

### サポートメンバー
今までのライブでプレーしたメンバー。
みの～る岡安（岡安稔）
ドラム
石塚タックル（石塚卓）
キーボード
上條貴史
ベース
ゴッド（税所幸久）
ドラム
山崎ブンブンブン（山崎文一朗）
キーボード
下田武男
ドラム

## 作品

### シングル
- YUME (2004年）
- ヒーロー／営業スマイル／ときめき胸キュンLOVE (2006年）
- Fly High／栄光への道 (2007年）

### アルバム
- 日本全国リフォーム計画（2004年）